# Hexatoma (Eriocera) fulvoapicalis
Hexatoma (Eriocera) fulvoapicalis is een tweevleugelige uit de familie steltmuggen (Limoniidae). De soort komt voor in het Oriëntaals gebied.